# Рожнєв Лог
Ро́жнєв Лог (рос. Рожнев Лог) — село у складі Ребріхинського району Алтайського краю, Росія. Адміністративний центр Рожнє-Логівської сільської ради.

## Населення
Населення — 978 осіб (2010; 1172 у 2002).
Національний склад (станом на 2002 рік):
- росіяни — 96 %